# Беренберг

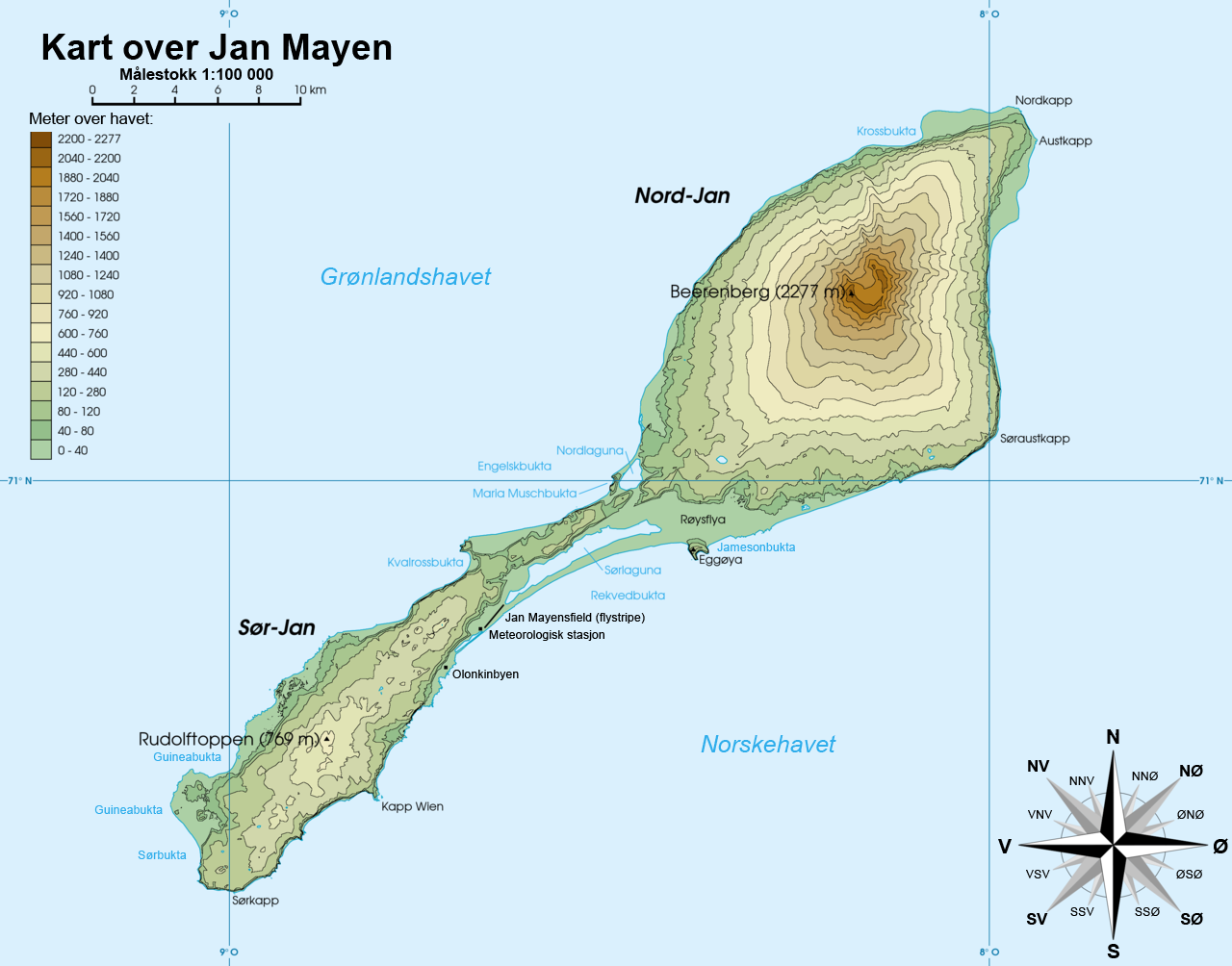
Карта Ян-Маєну, що показує Беренберг.

Бееренберг —  стратовулкан висотою 2 277 м, що розташований на північно-східному кінці норвезького острову Ян-Маєн. Це найпівнічніший активний вулкан світу. Вулкан увінчаний крижаним кратером шириною близько 1 км, з численними вершинами вздовж його ободу, включаючи найвищу вершину.

## Географія
Верхні схили вулкана значною мірою льодовикові, з декількома великими льодовиками, п'ять з яких доходять до моря. Найдовший з льодовиків — Вейпрехтський льодовик, який виходить з кратеру вершини через пролом із північно-західної частини кратера і простягається приблизно на 6 км до моря.
Беренберг складається в основному з базальтових потоків лави з незначними кількостями тефри.
Його останні виверження відбувалися в 1970 та 1985 році. Обидва з них були фланговими виверженнями. До цього часу вважалося, що вулкан був згаслим.
Інші виверження, які були історично зафіксовані, трапились в 1732, 1818 та 1851 роках.

## Назва
Його назва означає «ведмежа гора» нідерладською мовою. Вона походить від білих ведмедів, яких там побачили голландські китобійці, що в цих водах займались промислом на початку 17 ст.